# Spilosticta bistortae
Spilosticta bistortae är en svampart som beskrevs av Syd. 1923. Spilosticta bistortae ingår i släktet Spilosticta och familjen Venturiaceae.   Inga underarter finns listade i Catalogue of Life.